# Palazzo del Governo (L'Aquila)
Il palazzo del Governo, noto anche come palazzo della Prefettura, è un edificio storico dell'Aquila, parte del convento agostiniano della città. Il palazzo, fino al 2009 sede di Prefettura e Archivio di Stato, è stato completamente distrutto dal terremoto del 6 aprile, diventando uno dei simboli di quell'evento.

## Storia

### Il terremoto del 1703 e la prima ricostruzione
La sua realizzazione si inserisce nell'ambito della ricostruzione successiva al terremoto del 1703 che aveva praticamente distrutto il complesso fondato nel 1282 da Carlo D'Angiò e in cui si era stabilita la comunità agostiniana. 
Già nel 1705 sono attivi i lavori di ripristino delle stanze attigue al cortile centrale, mentre nel 1707 giovan Battista Contini, allievo del Bernini, mette a punto il progetto per i lavori di ricostruzione della chiesa — iniziati nel 1710 — disponendo la nuova pianta ellittica frontalmente alla piazza San Marco. 
La chiesa venne completata tra il 1725 e il 1730 mentre, salvo i lavori di consolidamento, la ricostruzione del complesso conventuale avverrà di fatto solo all'inizio del XIX secolo, secondo il nuovo stile architettonico neoclassico in opposizione al barocco della chiesa adiacente, costituendo uno degli interventi di riqualificazione architettonica e urbanistica di questo periodo all'Aquila. Nella seconda metà del XVIII secolo il convento ospitò lo studio di Scienze Sacre, gestito sempre dall'ordine di Sant'Agostino.

### Le trasformazioni ottocentesche
Nel 1806 il regime napoleonico impose l'istituzione della provincia dell'Aquila, allora denominata Abruzzo Ulteriore Secondo. Già dal 1807 fu inviato in città un Regio Commissario che si insediò nel complesso conventuale, con gli agostiniani costretti a trasferirsi nel convento di Collemaggio gestito dall'ordine dei celestini.
Il convento subì così numerosi interventi nel corso del secolo per adattarsi ad ospitare gli uffici pubblici. Una prima fase di lavori cominciò nel 1809 e si concluse nel 1814 e determinò l'impostazione planimetrica della nuova struttura. Qualche anno dopo, tra il 1819 ed il 1820, venne realizzato all'interno del palazzo un piccolo teatro pubblico in legno che prese il nome di Sala Olimpica e che rimase attivo sino al 1854. La costruzione del teatro fu promossa dal cavalier Federico Guarini (intendente tra il 1817 e il 1820) sfruttando uno spazio di forma trapezoidale rimasto vuoto tra la chiesa e gli uffici istituzionali.
Dal 1829 al 1835 venne invece portato a termine il secondo lotto di lavori comprendente, tra le altre cose, l'ingresso principale su piazza della Repubblica. L'assetto definitivo della facciata fu comunque completato solo con il terzo lotto di lavori, tra il 1840 ed il 1846. Tra il 1853 ed il 1854 la Sala Olimpica fu smantellata per consentire di realizzare l'Archivio di Stato e nel 1861, all'indomani dell'Unità d'Italia, il complesso divenne ufficialmente sede della Prefettura.
Nel 1942 ospitò il re Vittorio Emanuele III che vi declamò uno degli ultimi discorsi pubblici prima della fuga di Brindisi del 1943. Nel 1971 si tenne nel palazzo la seduta del consiglio regionale dell'Abruzzo che portò all'approvazione dello Statuto e che portò ai moti dell'Aquila.

### Il crollo del 2009 e le successivi ipotesi di ricostruzione

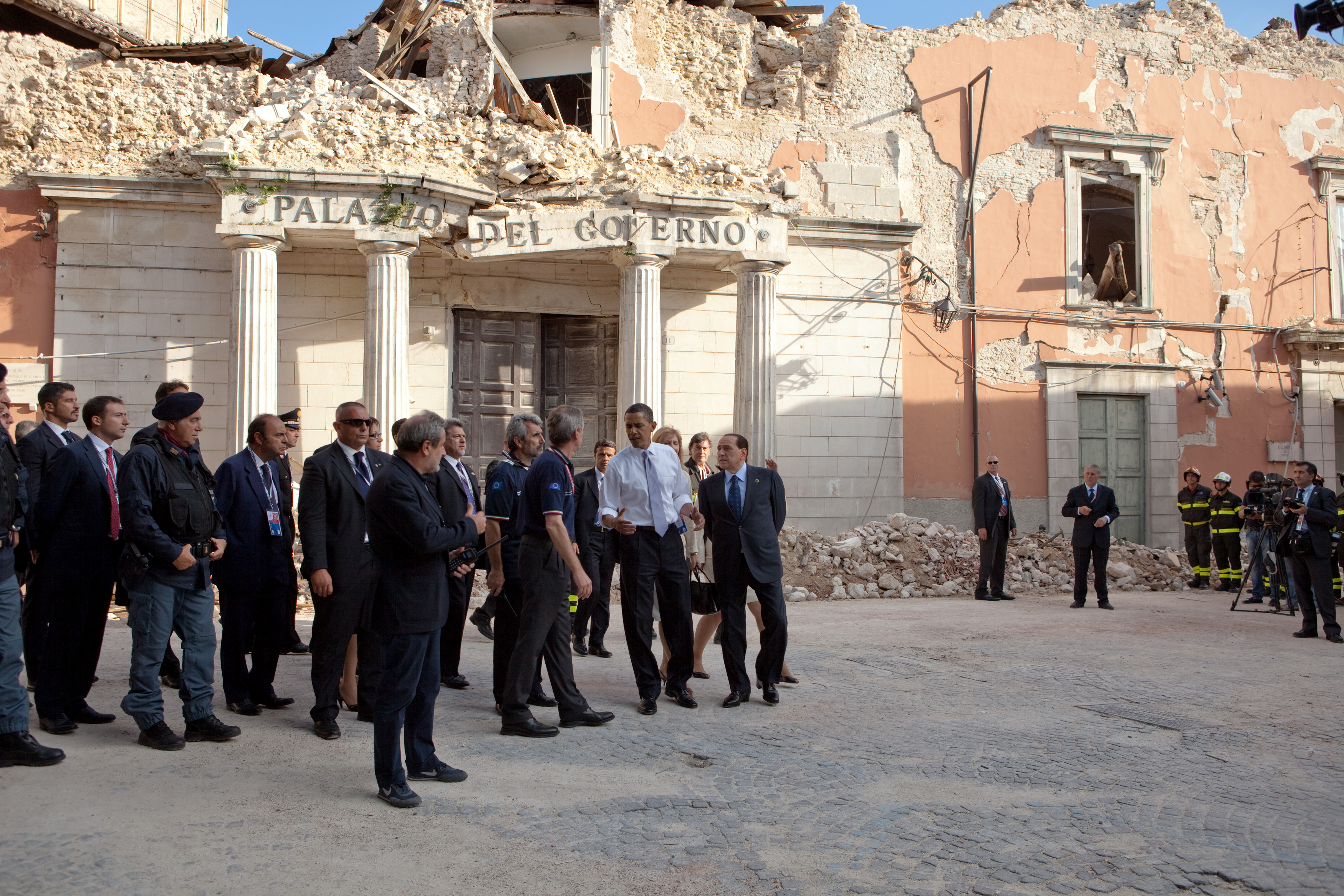
Il palazzo durante il summit dei G8.

Nel 2009, in seguito al terremoto del 6 aprile, il palazzo ha subito il crollo della copertura e dell'intero piano superiore nonché lesioni gravissime per quanto riguarda le strutture portanti e il portico d'ingresso: le immagini della facciata sventrata e della piazza ricoperta da macerie sono state prese a simbolo della tragedia. 
Inserito nell'elenco dei 45 monumenti da salvare, il palazzo è stato poi visitato dai capi di Stato ospiti del summit dei G8 tenutosi nel 2009 nel capoluogo abruzzese. Nel 2010 il presidente della Provincia dell'Aquila, Antonio Del Corvo, ha presentato un progetto di ricostruzione del complesso che in origine sembrava destinato a divenire sede del Museo della memoria e della biblioteca provinciale Salvatore Tommasi; successivamente è stato deciso di ospitare nei locali del palazzo la nuova sede della Provincia e, nel 2011, è stato presentato il nuovo progetto preliminare per un costo totale stimato di 50 milioni di euro. Il 28 luglio 2015 è stato presentato il progetto definitivo per la ricostruzione del palazzo e i lavori sono cominciati nel 2016. Il termine dei lavori è previsto per il 2024.

## Descrizione
Il palazzo è situato in piazza della Repubblica, a poca distanza dalla piazza del Duomo.
Costruito all'inizio del XIX secolo venne dotato, su intuizione del cavalier Federico Guarini e del tenente Gennaro Loiacono, di una struttura teatrale destinata a sostituire l'obsoleto teatro San Salvatore. La cosiddetta Sala Olimpica era considerata l'unico esemplare aquilano di architettura autenticamente neoclassica presente in L'Aquila ed era strutturata su pianta romana con cavea semicircolare e due ordini di posti; il livello superiore (galleria) poggiava su un sistema di 20 colonne doriche disposte su due file. Il teatro, inaugurato il 30 maggio 1820, fu poi chiuso e smantellato tra il 1853 ed il 1854, probabilmente anche a causa della vicinanza con la chiesa di Sant'Agostino, ritenuta non idonea e poco rispettosa. L'architettura della sala è ancora visibile nel modello in legno conservato presso l'Auditorium del Forte spagnolo.
L'edificio è strutturato una pianta trapezoidale, adiacente alla chiesa di Sant'Agostino, con corte interna rettangolare ed è disposto su due livelli. La facciata, ruotata rispetto all'intero complesso, si presenta sobria con un elemento aggettante in corrispondenza del portico d'ingresso rivestito in pietra e caratterizzato da una piccola balconata sospesa su due paia di colonne doriche. All'interno, scandito ancora da colonne doriche, era una piccola collezione d'arte dell'amministrazione provinciale contenente anche due dipinti di Teofilo Patini, Bestie da soma (1881) e Pulsazioni e palpiti (1888), trasferiti dopo il crollo del 2009.